# جون وركمان
جون وركمان (بالإنجليزية: John Workman)‏ هو شاعر أمريكي، ولد في 20 يونيو 1950 في بيكلي في الولايات المتحدة.